# Anillinus turneri
Anillinus turneri är en skalbaggsart som beskrevs av René Gabriel Jeannel. Anillinus turneri ingår i släktet Anillinus och familjen jordlöpare. Inga underarter finns listade i Catalogue of Life.